# Viviane Hagner

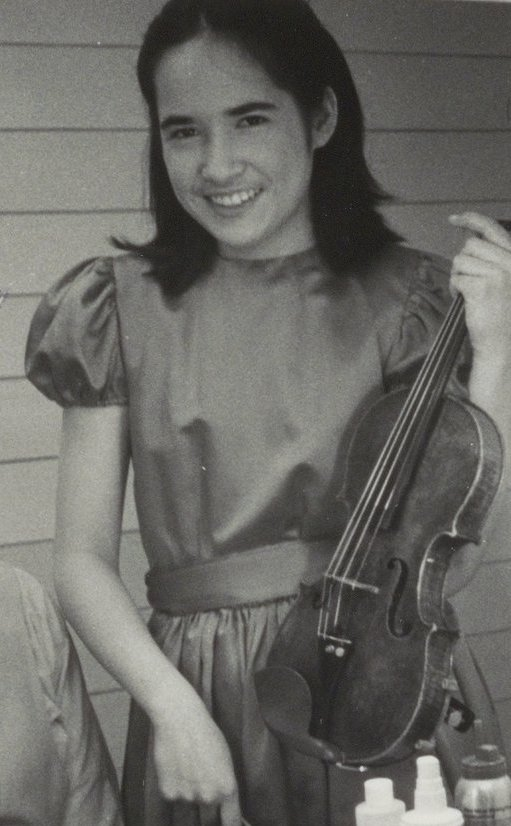
Viviane Hagner im Jahr 1991

Viviane Hagner (* 21. Dezember 1976 in München) ist eine deutsche Violinistin.
Hagner, Tochter deutsch-koreanischer Eltern, gab ihr internationales Debüt mit 12 Jahren. Ein Jahr später spielte sie mit dem Israel Philharmonic Orchestra und den Berliner Philharmonikern in Tel Aviv. Sie spielte schon unter den Dirigenten Daniel Barenboim, Claudio Abbado, Zubin Mehta, Wladimir Aschkenasi, Pinchas Zukerman und Marek Janowski.
2002 spielte sie mit dem Deutschen Symphonie-Orchester Berlin unter Kent Nagano die Uraufführung des Violinkonzerts von Chin Un-suk, 2006 mit dem BBC Symphony Orchestra unter Jonathan Nott die des Violinkonzerts von Simon Holt.
Sie spielte bis September 2012 die Stradivari „Sasserno“ von 1717, die ihr von der Nippon Music Foundation zur Verfügung gestellt wurde.
Seit 2009 ist sie Professorin an der Universität der Künste Berlin.

## Diskografie (Auswahl)
- Debut, works for violin and piano, mit Nicole Hagner EMI Classics, 2000
- Ciaccona, Werke für Solovioline, Altara, 2007
- Unsuk Chin: Violinkonzert, Analekta, 2009
- Henri Vieuxtemps: Violinkonzerte op.31 und op.37, hyperion, 2010
- Christian Jost: TiefenRausch – Konzert für Violine und Orchester, Capriccio 2011